# Jefe del Estado Mayor del Ejército Nacional Popular (Argelia)
El Jefe del Estado Mayor del Ejército Nacional Popular de Argelia es la posición más alta en las Fuerzas Armadas Nacionales Populares de Argelia (las Fuerzas Armadas de Argelia en su conjunto, y no únicamente el Ejército de tierra). El puesto quedó vacante durante muchos años después de que el Jefe de Estado Mayor Tahar Zbiri intentó un golpe de Estado contra el Presidente de Argelia Houari Boumédiène.

## Jefes del Estado Mayor
| N.º |                            | Jefe del Estado Mayor            | Inicio                  | Fin                     | Tiempo en ejercicio |
| --- | -------------------------- | -------------------------------- | ----------------------- | ----------------------- | ------------------- |
| 1   | Tahar Zbiri [fr ]          | Tahar Zbiri (nacido 1929)        | 1963                    | Diciembre de 1967       | 3–4 años            |
| 2   |                            | Mostefa Belloucif                | 1984                    | 1986                    | 1–2 años            |
| 3   | Abdellah Belhouchet        | Abdellah Belhouchet              | 1986                    | October 1988            | 1–2 años            |
| 4   | Khaled Nezzar              | Khaled Nezzar (born 1937)        | octubre de 1988         | 10 de julio de 1990     | 1 año, 9 meses      |
| 5   | Abdelmalek Guenaizia [fr ] | Abdelmalek Guenaizia (born 1936) | 1990                    | 1993                    | 2–3 años            |
| 6   | Mohamed Lamari             | Mohamed Lamari (1939–2012)       | 1993                    | 3 de agosto de 2004     | 10–11 años          |
| 7   | Ahmed Gaïd Salah           | Ahmed Gaïd Salah (1940-2019)     | 3 de agosto de 2004     | 23 de diciembre de 2019 | 14 años, 237 días   |
| 8   |                            | Saïd Chengriha (born 1945)       | 23 de diciembre de 2019 | en ejercicio            |                     |